# Чемпионат мира по трековым велогонкам 1899
Чемпионат мира по трековым велогонкам 1899 года прошел с 9 по 11 августа 1899 года в Монреале (Канада). Соревнования проводились в двух дисциплинах — в спринте и в гонке за лидером для любителей и для профессионалов отдельно.

### Медалисты
Профессоналы
| Дисциплина       | Золото         | Серебро    | Бронза                |
| Спринт           | Мейджор Тейлор | Том Батлер | Гастон Корб д'Отерлон |
| Гонка за лидером | Гарри Гибсон   | Хью Маклин | Кен Боук              |

Любители
| Дисциплина       | Золото            | Серебро       | Бронза              |
| Спринт           | Томас Саммерсгилл | Эрл Пибоди    | Джон Колдау         |
| Гонка за лидером | Джон Нельсон      | Роберт Гудсон | Джордж Уильям Риддл |